# 横井太平
横井 太平（よこい だいへい、1850年（嘉永3年） - 1871年5月21日（明治4年4月3日））は、江戸時代末期（幕末）の熊本藩士。横井小楠の甥にあたり、兄佐平太と共に米国に密航。明治時代初の官費留学生となる。無理な生活で病を得て帰国。後に熊本洋学校設立に努力した。

## 発音
「だいへい」と仮名をふった文献があった。なお、「たいへい」とある文献もある。

## 略歴
横井太平は1850年（嘉永3年）、熊本城下の相撲町（現在の水道町）に生まれた。横井小楠の兄の子、甥にあたる。父時明が太平4歳のときに亡くなり、小楠が家督を継ぎ、兄佐平太と共にその養子となる。
13歳のとき、福井藩主松平春嶽に招聘された小楠に従い江戸へ出府。江戸では洋学調所で英語を学ぶ。しかし、小楠は士道忘却事件により、熊本へ戻り詮議を受け沼山津に蟄居処分を受ける。同地を訪れた坂本龍馬に申し入れ、兄弟は神戸海軍操練所に入所。1865年に同所が閉鎖されると長崎語学所でフルベッキより英語を学ぶ。兄弟は22歳、17歳のときに密航を企て、その費用は小楠門下が集めた。渡航費用は主として水俣の徳富家から出た。1866年、兄弟は横井家が伊勢平氏であることや、熊本の沼山津に住んでいたことを思わせる「伊勢佐太郎」、「沼川三郎」の変名をそれぞれ用いて渡米した。
ニューヨークに着くと、フルベッキの紹介状により、オランダ改革派教会の外国伝道局主事ジョン・メイソン・フェリスに面会し、同教会と関係の深いニュージャージー州ニューブランズウィックのラトガーズ大学付属グラマースクールに送られる。二人は航海術を学ぶことを志していたが、当時米国は航海学校への外国人の入学は認めていなかった。その後、小楠及びフルベッキの明治政府への働きかけにより、兄弟は他の日本人留学生（福井藩の日下部太郎、薩摩藩の大原令之助・種子島敬輔・長澤鼎・松村淳蔵・杉浦弘蔵・永井五百助の計9名）とともに明治政府最初の官費留学生に認定された。
当時のラトガース大学の日本人留学生の実情を調査した高木不二によれば、二人は異教徒改宗に対する熱意から日本人受け入れに好意的な下宿に入り、ラトガーズグラマースクールに通い、家庭教師（tutor）として同校校長のアレクサンダー・マッケルヴェイ (A. Mckelvy) の指導を受けた。マッケルヴェイは牧師でもあり、日本でのキリスト教教育のために二人を大いに歓迎した。フェリスの手紙によると、兄の佐平太はグラマースクールで数か月学んだのち、アナポリス海軍学校を受験したが入学は叶わなかった。
太平は3年後の夏、無理な生活がたたって結核を発病し、帰国。1869年、長崎で療養生活に入る。日本の現状をみるにつけ、郷土熊本に洋学校を作ろうと志し、藩主を説得し、フルベッキを介してリロイ・ランシング・ジェーンズを教師に招くなどしたが、熊本洋学校の開校を待たずして病没した。
一方兄の佐平太は、1868年に日本人（最大6人まで）のアナポリス海軍学校入学を許可する法案が米国議会で決議されたことで、1869年12月に松村淳蔵とともに同海軍学校に受け入れられ、航海学と政治法律を学んだ。1871年10月に中退して一度帰国、1872年に再渡米し、1875年に帰国、同年6月元老院権少書記官になったが、同年10月結核で死亡した。

## 横井小楠が兄弟に贈った漢詩
横井小楠は、佐平太と太平の兄弟の渡航に際して漢詩を贈って激励した。

## 熊本洋学校と横井太平
太平は野々口為志と共に藩知事細川護久、権大参事米田寅雄の了承を取り付けると、敷地の設定と校舎建築を推し進める。太平は病を押して上京し、フルベッキに米国からの教師招聘を要請する。1871年9月、米国の退役軍人リロイ・ランシング・ジェーンズを迎え、古城（現在の熊本県立第一高等学校校地）に開校するが、太平はその5か月前に他界していた。
1953年、太平は熊本県近代文化功労者に選ばれた。

## 墓地
- 墓地は往生院にある。